# Mohammed an-Nasir
Mohammed ibn Yaqub an-Nasir (Arabisch:الناصر لدين الله محمد بن المنصور) (overleden Rabat, 25 december, 1213) was de vierde kalief van de Almohaden-dynastie in Marokko en Al-Andalus. Hij regeerde van 1198 tot 1213. De christenen noemden hem Miramamolín (Amir al-Mu'minin, Leider der Gelovigen).
Tijdens een van de grootste veldslagen gedurende de zogenaamde Reconquista verloor hij op 16 juli 1212 in de Slag bij Las Navas de Tolosa, bij Jaén, van koning Alfons VIII van Castilië. Terwijl zijn troepenmacht in de meerderheid was (ca. 150.0000), wonnen de christenen (ca. 50.000). Zo'n 100.000 moslims werden gedood of gevangengenomen.
Mohammed an-Nasir had de volgende viziers:
- Abu Zayd ibn Yujan (1198-1199) (أبو زيد بن يوجان)
- Abu Mohammed ibn ach-Chaykh Abu Hafs (1199-1205) (أبو محمد بن الشيخ أبي حفص)
- Abu Said ibn Jami (1205-1214) (أبو سعيد بن جامع)

Hij had de volgende kinderen:
- Abu Mohammed Abdul Wahid (?-1224)
- Yayha al-Mutasim (?-1229)
- Yusuf al-Mustansir (1197-1224)